# Barichneumon floridanus
Barichneumon floridanus là một loài tò vò trong họ Ichneumonidae.